# كارلوس ماكيني
كارلوس ماكيني (بالإنجليزية: Carlos McKinney)‏ هو عازف جاز وملحن ومنتج أسطوانات وعازف بيانو أمريكي، ولد في 10 يناير 1978 في ديترويت في الولايات المتحدة.

## وصلات خارجية
- كارلوس ماكيني على موقع ميوزك برينز (الإنجليزية)
- كارلوس ماكيني على موقع ميوزك برينز (الإنجليزية)
- كارلوس ماكيني على موقع ديسكوغز (الإنجليزية)